# Louis Delannoy
Louis Delannoy (Amberes, 16 de junho de 1902 - Schoten, 7 de fevereiro de 1968) foi um ciclista belga que foi profissional entre 1925 e 1931 e que continuou correndo até 1934. Durante estes anos conseguiu 2 vitórias, uma delas uma etapa ao Tour de France.

## Palmarés
- 1928
  - 2º no Circuito de Bélgica
  - 3º no Tour de Flandres
- 1929
  - 1º no Circuito da Champanha
  - Vencedor de uma etapa ao Tour de França
- 1930
  - 3º em Sluitingsprijs
- 1931
  - 2º no Circuito da Bélgica

## Resultados no Tour de França
- 1926. 28º da classificação geral
- 1927. 16º da classificação geral
- 1928. 13º da classificação geral
- 1929. 6º da classificação geral. Vencedor de uma etapa
- 1930. 11º da classificação geral